# Harry Asklund
Harry Sigfrid William Asklund, född 28 september 1917 i Adolf Fredriks församling, Stockholm, död den 11 juni 1985 i Högalids församling, var en svensk skådespelare.

## Filmografi
- 1955 – Vildfåglar
- 1955 – Stampen
- 1957 – Smultronstället
- 1957 – Det sjunde inseglet
- 1958 – Bock i örtagård
- 1964 – Svenska bilder

## Teater

### Roller
| År   | Roll        | Produktion           | Regi           | Teater             |
| 1962 | Medverkande | Dax igen Povel Ramel | Herman Ahlsell | Idéonteatern Turné |

### Fotnoter
1. ↑  ”Harry Asklund”. Svensk Filmdatabas. http://www.sfi.se/sv/svensk-filmdatabas/Item/?type=PERSON&itemid=64887&ref=%2ftemplates%2fSwedishFilmSearchResult.aspx%3fid%3d1225%26epslanguage%3dsv%26searchword%3dharry+asklund%26type%3dPerson%26match%3dBegin%26page%3d1%26prom%3dFalse. Läst 24 september 2012.